# Ruta 608 (Costa Rica)
La Ruta 608, oficialmente Ruta Nacional Terciaria 608, es una ruta nacional de Costa Rica ubicada en la provincia de Puntarenas.

## Descripción
En la provincia de Puntarenas, la ruta atraviesa el cantón de Corredores (los distritos de Corredor, Laurel).